# 1925년 전조선축구대회 (관서체육회)
1925년 전조선축구대회는 관서체육회 전조선축구대회의 1925년 시즌 축구 대회이다. 1925년 5월 7일부터 5월 16일까지 광성고등보통학교 운동장에서 개최되었다. 청년부 종목은 준결승까지 60분 경기로, 결승은 90분 경기로 진행되었고, 중학부 종목은 준결승까지 50분 경기로, 결승은 70분 경기로 진행되었고, 소학부 종목은 준결승까지 40분 경기로, 결승은 50분 경기로 진행되었다.

## 경기장
| 경기장                  | 도시 | 좌석 | 수용 | 부문   | 비고 |
| ----------------------- | ---- | ---- | ---- | ------ | ---- |
| 광성고등보통학교 운동장 | 평양 |      |      | 전부문 |      |

## 축구단
| 부문   | 축구단                                  | 도시 | 첫 참가 | 횟수 | 선수                                                                                   | 비고 |
| ------ | --------------------------------------- | ---- | ------- | ---- | -------------------------------------------------------------------------------------- | ---- |
| 청년부 | 만수구락부 축구단                       | 평양 | 1925    | 1    |                                                                                        |      |
| 청년부 | 무오 축구단                             | 평양 | 1925    | 1    |                                                                                        |      |
| 청년부 | 숭실대학 축구단                         | 평양 | 1925    | 1    | 김구, 김선영, 김세형, 김원섭, 박원정, 이권찬, 이도웅, 이동필, 정경윤, 조승일, 황원경   |      |
| 청년부 | 용사 축구단                             | 평양 | 1925    | 1    |                                                                                        |      |
| 청년부 | 재경성유학생 축구단                     | 평양 | 1925    | 1    |                                                                                        |      |
| 청년부 | 조선 축구단                             | 경성 | 1925    | 1    | 권태호, 김영희, 김원태, 김제정, 김충배, 박긍진, 백기주, 손희염, 이영민, 최태순, 황점용 |      |
|        |                                         |      |         |      |                                                                                        |      |
| 중학부 | 광성고등보통학교 축구단                 | 평양 | 1925    | 1    |                                                                                        |      |
| 중학부 | 숭실중학 축구단                         | 평양 | 1925    | 1    |                                                                                        |      |
| 중학부 | 숭인학교 축구단                         | 평양 | 1925    | 1    |                                                                                        |      |
| 중학부 | 평양고등보통학교 축구단                 | 평양 | 1925    | 1    |                                                                                        |      |
|        |                                         |      |         |      |                                                                                        |      |
| 소학부 | 광성보통학교 축구단                     | 평양 | 1925    | 1    |                                                                                        |      |
| 소학부 | 광진학교 축구단                         | 장연 | 1925    | 1    |                                                                                        |      |
| 소학부 | 기명소학교 축구단                       | 평양 | 1925    | 1    |                                                                                        |      |
| 소학부 | 기성의숙 축구단                         | 대동 | 1925    | 1    |                                                                                        |      |
| 소학부 | 상수공립보통학교 축구단                 | 평양 | 1925    | 1    |                                                                                        |      |
| 소학부 | 숭덕보통학교 축구단                     | 평양 | 1925    | 1    |                                                                                        |      |
| 소학부 | 신흥학원 축구단                         | 평양 | 1925    | 1    |                                                                                        |      |
| 소학부 | 약송공립보통학교 축구단                 | 평양 | 1925    | 1    |                                                                                        |      |
| 소학부 | 종로공립보통학교 축구단                 | 평양 | 1925    | 1    |                                                                                        |      |
| 소학부 | 평양관립고등보통학교부속보통학교 축구단 | 평양 | 1925    | 1    |                                                                                        |      |

## 청년부
|  | 1라운드             | 1라운드         |                     |   | 4강 | 4강 |  |  | 결승 | 결승 |
|  |                     |                 |                     |   |     |     |  |  |      |      |
|  | 5월 7일 - 평양      |                 |                     |   |     |     |  |  |      |      |
|  |                     |                 |                     |   |     |     |  |  |      |      |
|  | 재경성유학생 축구단 | 3               |                     |   |     |     |  |  |      |      |
|  | 재경성유학생 축구단 | 3               | 5월 8일 - 평양      |   |     |     |  |  |      |      |
|  | 용사 축구단         | 1               |                     |   |     |     |  |  |      |      |
|  | 용사 축구단         | 1               | 재경성유학생 축구단 | 0 |     |     |  |  |      |      |
|  | 5월 7일 - 평양      |                 | 재경성유학생 축구단 | 0 |     |     |  |  |      |      |
|  |                     | 무오 축구단     | 2                   |   |     |     |  |  |      |      |
|  | 무오 축구단         | 무오 축구단     | 2                   | 3 |     |     |  |  |      |      |
|  | 무오 축구단         |                 | 5월 9일 - 평양      | 3 |     |     |  |  |      |      |
|  | 만수구락부 축구단   | 0               |                     |   |     |     |  |  |      |      |
|  | 만수구락부 축구단   | 0               | 무오 축구단         | 4 |     |     |  |  |      |      |
|  |                     |                 | 무오 축구단         | 4 |     |     |  |  |      |      |
|  |                     | 숭실대학 축구단 | 0                   |   |     |     |  |  |      |      |
|  |                     | 숭실대학 축구단 | 0                   |   |     |     |  |  |      |      |
|  | 5월 8일 - 평양      |                 |                     |   |     |     |  |  |      |      |
|  |                     |                 |                     |   |     |     |  |  |      |      |
|  | 숭실대학 축구단     |                 |                     |   |     |     |  |  |      |      |
|  |                     |                 |                     |   |     |     |  |  |      |      |
|  |                     |                 | 조선 축구단         |   |     |     |  |  |      |      |
|  |                     |                 |                     |   |     |     |  |  |      |      |
|  |                     |                 |                     |   |     |     |  |  |      |      |
|  |                     |                 |                     |   |     |     |  |  |      |      |
|  |                     |                 |                     |   |     |     |  |  |      |      |

1925년 5월 7일에 진행된 재경성유학생 축구단과 용사 축구단 간의 1라운드 첫 번째 경기는 0:0으로 비긴 후, 5월 8일 10시 15분에 진행된 연장전에서 재경성유학생 축구단이 3:1로 이기며 다음 라운드에 진출했다. 1925년 5월 8일 10시 45분에 진행된 무오 축구단과 만수구락부 축구단 간의 1라운드 두 번째 경기는 무오 축구단이 3:0으로 이기며 4강에 진출했다.
1925년 5월 8일에 진행된 숭실대학 축구단과 조선 축구단 간의 4강 첫 번째 경기는 정규 시간에도 승부가 가려지지 않자 20분 연장전에도 비기고 10분 연장전에도 계속 비겨서 추첨을 통해 숭실대학 축구단이 결승에 진출하는 것으로 결정되었다. 1925년 5월 9일 11시 25분에 진행된 재경성유학생 축구단과 무오 축구단 간의 4강 두 번째 경기는 무오 축구단이 2:0으로 이기며 결승에 진출했다.
1925년 5월 9일에 진행된 무오 축구단과 숭실대학 축구단 간의 결승 경기는 무오 축구단이 4:0으로 이기며 우승을 차지했다.

## 중학부
|  | 4강                     | 4강                     |                         |   | 결승 | 결승 |
|  |                         |                         |                         |   |      |      |
|  | 5월 7일 - 평양          |                         |                         |   |      |      |
|  |                         |                         |                         |   |      |      |
|  | 광성고등보통학교 축구단 | 1                       |                         |   |      |      |
|  | 광성고등보통학교 축구단 | 1                       | 5월 9일 - 평양          |   |      |      |
|  | 숭인학교 축구단         | 0                       |                         |   |      |      |
|  | 숭인학교 축구단         | 0                       | 광성고등보통학교 축구단 | 0 |      |      |
|  | 5월 8일 - 평양          |                         | 광성고등보통학교 축구단 | 0 |      |      |
|  |                         | 평양고등보통학교 축구단 | 1                       |   |      |      |
|  | 숭실중학 축구단         | 평양고등보통학교 축구단 | 1                       | 0 |      |      |
|  | 숭실중학 축구단         |                         |                         | 0 |      |      |
|  | 평양고등보통학교 축구단 | 1                       |                         |   |      |      |
|  | 평양고등보통학교 축구단 | 1                       |                         |   |      |      |

1925년 5월 7일에 진행된 광성고등보통학교 축구단과 숭인학교 축구단 간의 4강 첫 번째 경기는 광성고등보통학교 축구단이 1:0으로 이기며 다음 라운드에 진출했다. 1925년 5월 8일에 진행된 숭실중학 축구단과 평양고등보통학교 축구단 간의 4강 두 번째 경기는 평양고등보통학교 축구단이 1:0으로 이기며 결승에 진출했다.
1925년 5월 9일에 진행된 광성고등보통학교 축구단과 평양고등보통학교 축구단 간의 결승 경기는 평양고등보통학교 축구단이 1:0으로 이기며 우승을 차지했다.

## 소학부
|  | 1라운드                     | 1라운드                 |                         |      | 4강 | 4강 |  |  | 결승 | 결승 |  |  | 결승전 | 결승전 |
|  |                             |                         |                         |      |     |     |  |  |      |      |  |  |        |        |
|  |                             |                         |                         |      |     |     |  |  |      |      |  |  |        |        |
|  |                             |                         |                         |      |     |     |  |  |      |      |  |  |        |        |
|  |                             |                         |                         |      |     |     |  |  |      |      |  |  |        |        |
|  | 5월 7일 - 평양              |                         |                         |      |     |     |  |  |      |      |  |  |        |        |
|  |                             |                         |                         |      |     |     |  |  |      |      |  |  |        |        |
|  | 약송공립보통학교 축구단     | 0                       |                         |      |     |     |  |  |      |      |  |  |        |        |
|  | 약송공립보통학교 축구단     | 0                       |                         |      |     |     |  |  |      |      |  |  |        |        |
|  |                             |                         | 광성보통학교 축구단     | 2    |     |     |  |  |      |      |  |  |        |        |
|  |                             |                         | 광성보통학교 축구단     | 2    |     |     |  |  |      |      |  |  |        |        |
|  |                             |                         | 5월 8일 - 평양          |      |     |     |  |  |      |      |  |  |        |        |
|  |                             |                         |                         |      |     |     |  |  |      |      |  |  |        |        |
|  | 광성보통학교 축구단         | 2                       |                         |      |     |     |  |  |      |      |  |  |        |        |
|  | 광성보통학교 축구단         | 2                       | 5월 7일 - 평양          |      |     |     |  |  |      |      |  |  |        |        |
|  |                             | 신흥학원 축구단         | 0                       |      |     |     |  |  |      |      |  |  |        |        |
|  | 기명소학교 축구단           | 신흥학원 축구단         | 0                       | 0    |     |     |  |  |      |      |  |  |        |        |
|  | 기명소학교 축구단           | 5월 7일 - 평양          |                         | 0    |     |     |  |  |      |      |  |  |        |        |
|  | 신흥학원 축구단             | 2                       |                         |      |     |     |  |  |      |      |  |  |        |        |
|  | 신흥학원 축구단             | 2                       | 신흥학원 축구단         |      |     |     |  |  |      |      |  |  |        |        |
|  |                             |                         |                         |      |     |     |  |  |      |      |  |  |        |        |
|  |                             |                         | 광진학교 축구단         | 실격 |     |     |  |  |      |      |  |  |        |        |
|  |                             |                         | 광진학교 축구단         | 실격 |     |     |  |  |      |      |  |  |        |        |
|  |                             |                         | 5월 16일 - 평양         |      |     |     |  |  |      |      |  |  |        |        |
|  |                             |                         |                         |      |     |     |  |  |      |      |  |  |        |        |
|  | 광성보통학교 축구단         | 5                       |                         |      |     |     |  |  |      |      |  |  |        |        |
|  | 광성보통학교 축구단         | 5                       |                         |      |     |     |  |  |      |      |  |  |        |        |
|  |                             | 상수공립보통학교 축구단 | 1                       |      |     |     |  |  |      |      |  |  |        |        |
|  |                             | 상수공립보통학교 축구단 | 1                       |      |     |     |  |  |      |      |  |  |        |        |
|  | 5월 7일 - 평양              |                         |                         |      |     |     |  |  |      |      |  |  |        |        |
|  |                             |                         |                         |      |     |     |  |  |      |      |  |  |        |        |
|  | 숭덕보통학교 축구단         | 실격                    |                         |      |     |     |  |  |      |      |  |  |        |        |
|  | 숭덕보통학교 축구단         | 실격                    |                         |      |     |     |  |  |      |      |  |  |        |        |
|  |                             |                         | 기성의숙 축구단         |      |     |     |  |  |      |      |  |  |        |        |
|  |                             |                         |                         |      |     |     |  |  |      |      |  |  |        |        |
|  |                             |                         | 5월 16일 - 평양         |      |     |     |  |  |      |      |  |  |        |        |
|  |                             |                         |                         |      |     |     |  |  |      |      |  |  |        |        |
|  | 기성의숙 축구단             | 실격                    |                         |      |     |     |  |  |      |      |  |  |        |        |
|  | 기성의숙 축구단             | 실격                    |                         |      |     |     |  |  |      |      |  |  |        |        |
|  |                             | 상수공립보통학교 축구단 |                         |      |     |     |  |  |      |      |  |  |        |        |
|  |                             |                         |                         |      |     |     |  |  |      |      |  |  |        |        |
|  | 5월 7일 - 평양              |                         |                         |      |     |     |  |  |      |      |  |  |        |        |
|  |                             |                         |                         |      |     |     |  |  |      |      |  |  |        |        |
|  | 평양관립고등보통학교 축구단 |                         |                         |      |     |     |  |  |      |      |  |  |        |        |
|  |                             |                         |                         |      |     |     |  |  |      |      |  |  |        |        |
|  |                             |                         | 상수공립보통학교 축구단 |      |     |     |  |  |      |      |  |  |        |        |
|  |                             |                         |                         |      |     |     |  |  |      |      |  |  |        |        |
|  |                             |                         |                         |      |     |     |  |  |      |      |  |  |        |        |
|  |                             |                         |                         |      |     |     |  |  |      |      |  |  |        |        |
|  |                             |                         |                         |      |     |     |  |  |      |      |  |  |        |        |

1925년 5월 7일 10시 30분에 시작된 기명소학교 축구단과 신흥학원 축구단 간의 1라운드 첫 번째 경기는 신흥학원 축구단이 2:0으로 이기며 8강에 진출했고, 약송공립보통학교 축구단과 종로공립보통학교 축구단 간의 1라운드 두 번째 경기는 약송공립보통학교 축구단이 4:0으로 이기며 8강에 진출했다.
1925년 5월 7일에 진행된 평양관립고등보통학교부속보통학교 축구단과 상수공립보통학교 축구단 간의 8강 첫 번째 경기는 40분 정규 시간 내 득점 없이 비기고, 연장전 20분 경기에서도 득점 없이 비긴 후 추가 연장전 10분 경기에서도 득점 없이 비겨 추첨을 통해 상수공립보통학교 축구단이 4강에 진출하는 것으로 결정되었다. 신흥학원 축구단과 광진학교 축구단 간의 8강 두 번째 경기는 광진학교 축구단이 전반전까지 1:0으로 앞서고 있다가 광진학교 축구단 측에 자격이 없는 선수가 출전한 것이 확인되어 신흥학원 축구단이 부전승하여 4강에 진출했다. 약송공립보통학교 축구단과 광성보통학교 축구단 간의 8강 세 번째 경기는 광성보통학교 축구단이 2:0으로 승리하며 다음 라운드에 진출했고, 숭덕보통학교 축구단과 기성의숙 축구단 간의 8강 네 번째 경기는 40분 정규 시간 내 득점 없이 비기고 연장전 20분 경기에서 숭덕보통학교 축구단이 3:0으로 이기며 다음 라운드에 진출했다.
1925년 5월 8일에 진행된 광성보통학교 축구단과 신흥학원 축구단 간의 4강 첫 번째 경기는 광성보통학교 축구단이 2:0으로 이기며 결승에 진출했고, 숭덕보통학교 축구단과 상수공립보통학교 축구단 간의 4강 두 번째 경기는 숭덕보통학교 축구단이 2:0으로 이기며 결승에 진출했다.
1925년 5월 9일에 진행될 예정이었던 광성보통학교 축구단과 숭덕보통학교 축구단 간의 결승 경기는 숭덕보통학교 축구단 선수 중 무자격 선수가 있다는 광성보통학교 축구단의 이의제기로 인해 연기되었다. 조사 결과 숭덕보통학교 축구단 선수 중 무자격 선수가 확인되어 숭덕보통학교 축구단의 경기는 무효로 처리하고, 주최 측에서는 기성의숙 축구단과 상수공립보통학교 축구단 간의 대진으로 4강 경기를 5월 16일에 진행하기로 결정했다. 기성의숙 축구단 선수 중 무자격 선수가 확인되어 상수공립보통학교 축구단이 결승에 진출했다.
1925년 5월 16일 15시에 진행된 광성보통학교 축구단과 상수공립보통학교 축구단 간의 결승 경기는 광성보통학교 축구단이 5:1로 이기며 우승을 차지했다.

## 참고 문헌
- 대한체육회 100주년 기념사업부 (2020). 《대한민국 체육 100년》. 대한체육회.
- 《대한민국 체육 100년 Ⅰ 통사 (민족과 함께 한 대한민국 체육 100년)》. 대한체육회. 2020.
- 《대한민국 체육 100년 Ⅱ 민족의 구심체, 조선체육회 (1920~1945)》. 대한체육회. 2020.
- 《대한민국 체육 100년 Ⅲ 세계를 향한 도전 (1945~1980)》. 대한체육회. 2020.
- 《대한민국 체육 100년 Ⅳ 스포츠로 꽃피운 대한민국 (1981~2000)》. 대한체육회. 2020.
- 《대한민국 체육 100년 Ⅴ 스포츠강국을 넘어 선진국으로(2001~2020)》. 대한체육회. 2020.
- 《韓國蹴球百年史(한국축구백년사)》. 대한축구협회. 1986.
- “全朝鮮蹴球大會(전조선축구대회) 四月二十九日(사월이십구일)부터平壤(평양)서開催(개최)”. 동아일보. 1925년 3월 20일.
- “蹴球大會期日(축구대회기일)”. 동아일보. 1925년 4월 16일.
- “關西體育主催(관서체육주최)로 全朝鮮蹴球大會(전조선축구대회)”. 조선일보. 1925년 4월 18일.
- “全鮮蹴球準備會(전선축구준비회)”. 동아일보. 1925년 4월 21일.
- “關西體育總會(관서체육총회)”. 조선일보. 1925년 4월 21일.
- “全朝鮮蹴球大會(전조선축구대회)”. 동아일보. 1925년 5월 4일.
- “平壤(평양)에蹴球大會(축구대회) 關西體育主催(관서체육주최)로七八九(칠팔구)의三日間(삼일간)”. 조선일보. 1925년 5월 6일.
- “在京留學生(재경유학생)으로 蹴球團組織遠征(축구단조직원정)”. 조선일보. 1925년 5월 7일.
- “盛况(성황)이豫期(예기)되는 今日(금일)의蹴球大會(축구대회)”. 동아일보. 1925년 5월 7일.
- “盛况(성황)을豫期(예기)하는 平壤(평양)의蹴球大會(축구대회)”. 조선일보. 1925년 5월 7일.
- “蹴球抽籤結果(축구추첨결과)”. 조선일보. 1925년 5월 7일.
- “豪雨(호우)를冒(모)하고 觀衆無慮萬餘(관중무려만여)!”. 동아일보. 1925년 5월 9일.
- “平壤(평양)에모혀든 二十團體(이십단체)의勇士(용사) 雨中壯觀(우중장관)”. 조선일보. 1925년 5월 9일.
- “遠來(원래)의朝鮮軍惜敗(조선군석패)”. 동아일보. 1925년 5월 10일.
- “蹴球大會(축구대회)의壯觀(장관)”. 동아일보. 1925년 5월 10일.
- “平壤蹴球大會(평양축구대회) 决勝戰(결승전)”. 조선일보. 1925년 5월 10일.
- “盛况裡(성황리)에마친决勝戰績(결승전적)”. 조선일보. 1925년 5월 11일.
- “全朝鮮蹴球大會(전조선축구대회)를보고”. 조선일보. 1925년 5월 13일.
- “廷期(정기)되얏든 小學團决勝戰(소학단결승전)”. 조선일보. 1925년 5월 15일.
- “今日小學團决勝(금일소학단결승)”. 동아일보. 1925년 5월 16일.
- “全朝鮮蹴球大會(전조선축구대회) 小學團决勝戰(소학단결승전)”. 조선일보. 1925년 5월 18일.